# سفراء الولايات المتحدة لدى جنوب اليمن
اعترفت الولايات المتحدة بجمهورية اليمن الديمقراطية الشعبية جنوب اليمن عام 1967 وتحركت لإقامة علاقات دبلوماسية. تم تأسيس سفارة الولايات المتحدة في عدن في 7 ديسمبر 1967 وتكليف ويليام ليستر إيغلتون كقائم بالأعمال مؤقتا.
في يونيو 1969 تولى الجناح الماركسي الراديكالي للجبهة الوطنية للتحرير السلطة. قطع النظام الجديد العلاقات الدبلوماسية مع الولايات المتحدة في 24 أكتوبر 1969. لم يتم تعيين سفير أمريكي لليمن الجنوبي وكان إيغلتون لا يزال يشغل منصب القائم بالأعمال عندما قطعت العلاقات. بعد يومين سٌحب جميع الموظفين الدبلوماسيين من البلاد وأٌغلقت السفارة الأمريكية.
في 1 ديسمبر 1970 غير النظام اسم الدولة إلى جمهورية اليمن الديمقراطية الشعبية .
استأنفت الولايات المتحدة العلاقات الدبلوماسية مع جمهورية اليمن الديمقراطية الشعبية في 30 أبريل 1990. في 22 مايو 1990 اتحدت الجمهورية العربية اليمنية (اليمن الشمالي) وجمهورية اليمن الديمقراطية الشعبية لتشكيل الجمهورية اليمنية .